# HMS Lancaster (1797)
Pour les autres navires du même nom, voir HMS Lancaster.

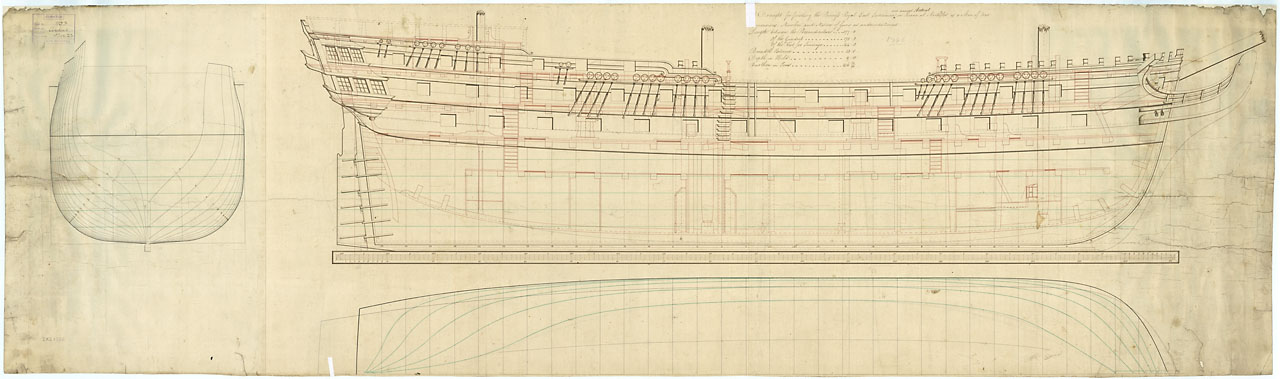
Plan du HMS Lancaster.

Le HMS Lancaster est un vaisseau de ligne de 3e rang portant 64 canons en service dans la Royal Navy, lancé le 29 janvier 1797 à Rotherhithe. Initialement conçu et construit pour la compagnie anglaise des Indes orientales, il est acheté par le marine britannique après le début des guerres de la Révolution française. Il est vendu en 1832.